# یئورگیوس خاتزیاندرئو
یئورگیوس خاتزیاندرئو (یونانی: Γεώργιος Χατζηανδρέου؛ زادهٔ ۱۸۹۹ - درگذشته نامشخص) بازیکن فوتبال اهل یونان است.
از باشگاه‌هایی که در آن بازی کرده‌است می‌توان به اشاره کرد.
وی همچنین در تیم ملی فوتبال یونان بازی کرده‌است.